# Decabromdiphenylether
Decabromdiphenylether (DecaBDE) ist ein Flammschutzmittel und gehört zur Gruppe der polybromierten Diphenylether.

## Verwendung
DecaBDE wird in elektrischen und elektronischen Geräten, in Fahrzeugen, in Polstermöbeln und in Kunststoffen in der Baubranche eingesetzt. Kunststofftypen, bei denen es zur Anwendung kommt sind HIPS, Polyethylen, Polypropylen, ungesättigte Polyester und Polybutylenterephthalat. Der jährliche Verbrauch wurde 2001 weltweit auf 56.100 Tonnen geschätzt, wovon rund 7.600 Tonnen von der europäischen Industrie verwendet wurden. Die Herstellung der Chemikalie selbst findet nicht mehr in Europa statt. Trotz der Aufnahme in die Anlage A des Stockholmer Übereinkommens wird DecaBDE in China weiterhin produziert, wobei dies v. a. in den Provinzen Shandong und Jiangsu geschieht.

## Umweltrelevanz
DecaBDE gelangt durch verschiedene Prozesse in die Umwelt und kommt in den Umweltkompartimenten wie Luft, Wasser, Boden und Flusssedimenten vor. Auch im Klärschlamm und im Hausstaub wird es gefunden. Die Konzentrationen sind meist höher als diejenigen von anderen polybromierten Diphenylethern. In einer vom WWF durchgeführten Untersuchung wurde DecaBDE auch im Blut der Europaparlamentarier gefunden. Eine 2004 abgeschlossene Risikobewertung im Rahmen der EU Altstoffverordnung 793/93/EEC fand jedoch kein Risiko für Mensch oder Umwelt. Einige Jahre später kamen jedoch wieder Diskussionen auf, da neue Untersuchungen gezeigt hatten, dass die Verbindung unter Einfluss von UV-Strahlung debromiert werden kann und somit auch die kürzlich verbotenen OctaBDE und PentaBDE gebildet werden können. Nach einer Überprüfung bis 2007 wurden die Ergebnisse der Risikobewertung im Amtsblatt der Europäischen Union vom 29. Mai 2008 veröffentlicht, was den letzten formalen Schritt im Risikobewertungsverfahren darstellte.

## Rechtliche Aspekte
Im Elektroschrott wurde in 2003 und 2011 durchgeführten Studien durchschnittliche Konzentrationen von 510 ppm bzw. 390 ppm gefunden, was das verbreitete Vorkommen von DecaBDE in elektrischen Geräten bestätigte.
DecaBDE war zunächst auf der Liste der Inhaltsstoffe, die mit der Richtlinie 2002/95/EG zur „Beschränkung bestimmter gefährlicher Stoffe in Elektro- und Elektronikgeräten“ (RoHS) mit Wirkung ab 1. Juli 2006 verboten sein sollten, im Jahre 2005 erließ die Europäische Kommission per Entscheid jedoch eine Ausnahmeregelung für Polymer-Applikationen. Dagegen haben das EU-Parlament und Dänemark beim europäischen Gerichtshof Klage eingelegt, da Verwendungsverbote in der RoHS-Richtlinie nur dann aufgehoben werden dürfen, wenn es keine Ersatzstoffe gibt oder die Ersatzstoffe noch schädlichere Wirkungen haben. Beides ist nach Ansicht von EU-Parlament und Dänemark nicht der Fall. Der Europäische Gerichtshof gab am 1. April 2008 der Klage von EU-Parlament und Dänemark gegen die EU-Kommission statt und annullierte die von der Kommission 2005 eingesetzte Ausnahme von DecaBDE primär aus verfahrensrechtlichen Erwägungen. Zugleich setzte der Gerichtshof in einer seltenen Nebenentscheidung nur eine vergleichsweise kurze Übergangsfrist von 3 Monaten bis 30. Juni 2008 in Kraft, nach deren Ablauf das Inverkehrbringen von Elektrogeräten mit DecaBDE-Gehalt über dem zulässigen Grenzwert gegen die RoHS-Richtlinie verstieß.
Dieses Urteil hatte sofortige Wirkung und musste von den meisten EU-Mitgliedstaaten nicht mehr in nationales Recht umgesetzt werden (entweder, weil bereits die Ausnahme niemals in nationales Recht aufgenommen wurde oder weil das jeweilige nationale Gesetz dynamisch auf die Richtlinie verweist). Die EU-Kommission akzeptierte in einer Pressemitteilung die Entscheidung und empfahl Herstellern, sich auf das Verbot vorzubereiten.
In den USA wird seit 2012 freiwillig auf die Verwendung von DecaBDE verzichtet. Für einige Anwendungen (z. B. Verkehrswesen, Militär) wurde die Frist um ein Jahr verlängert.
DecaBDE wurde einer zehnjährigen EU-Risikobewertung unterzogen, in deren Verlauf über 1100 Studien evaluiert wurden. Nachdem die Ergebnisse der Risikobewertung im Mai 2008 im EU-Amtsblatt veröffentlicht wurden, durchlief DecaBDE den REACH-Registrierungsprozess. DecaBDE wurde Ende August 2010 im Rahmen der EU-Chemikalienverordnung REACH bei der Europäischen Chemikalienagentur (ECHA) registriert.
Der Britische Beirat für Gefahrenstoffe (UK Advisory Committee on Hazardous Substances – ACHS) präsentierte seine Schlussfolgerungen zu einer Bewertung der jüngsten Studien zu DecaBDE am 14. September 2010. Die Schlussfolgerungen des Beirates werden zu keinen sofortigen Änderungen des EU-regulatorischen Status von DecaBDE – inklusive seiner Klassifizierung und Kennzeichnung – führen. Das Britische Umweltministerium (DEFRA) und die britische Umweltagentur werden nun die Schlussfolgerungen des ACHS in ihre Konsultationen mit den anderen britischen zuständigen Behörden im Rahmen von REACH miteinbeziehen.
Decabromdiphenylether wurde mit Wirkung vom 19. Dezember 2012 in die SVHC-Liste (substances of very high concern, ‚besonders besorgniserregende Stoffe‘) aufgenommen. Auf den 2. März 2019 hin werden Beschränkungen für die Produktion und das Inverkehrbringen in Kraft treten. Ausnahmen gelten für die Herstellung von Luftfahrzeugen sowie von Ersatzteilen von Luft- und Kraftfahrzeugen.
Zudem wurde Decabromdiphenylether 2017 in die Anlage A des Stockholmer Übereinkommens aufgenommen. Dadurch ist in den Mitgliedsstaaten seit 2018 die Herstellung und Verwendung von DecaBDE bis auf einige spezifische Anwendungen verboten.